# Cryptantha circumscissa
Cryptantha circumscissa là loài thực vật có hoa trong họ Mồ hôi. Loài này được (Hook. & Arn.) I.M.Johnst. mô tả khoa học đầu tiên năm 1923.